# 권중식
권중식(權重植, 일본식 이름: 山本重夫야마모토 시게오, 山本昇佑야마모토 쇼스케, 1892년 7월 ~ 1943년 2월 27일)은 일제강점기의 관료이며 조선총독부 중추원 참의를 지냈다. 본관은 안동이다.

## 생애
경상북도 달성군 성북면이 원적이다. 1913년에 문관보통시험에 합격하면서 관계에 들어섰다.
1915년 조선총독부 군서기에 임용되어 경상북도 고령군에서 서기로 재직했다. 1921년에는 조선총독부 학무국에 발령을 받았다가, 1926년 조선총독부 군수로 승진하여 전라북도 구례군 군수가 되었다.
1929년에 도이사관으로 승진하여 충청남도 산업과장을 지냈다. 1932년 다시 군수가 되어 평안북도 삭주군에서 근무하였고, 1933년 경기도 산업부장에 임명되었다. 경성부 이사관을 거쳐 일제 강점기 말기인 1941년에 중추원이 개편될 때 참의로 발탁되었다.
2002년 민족정기를 세우는 국회의원모임이 발표한 친일파 708인 명단 중 중추원, 도 참여관, 조선총독부 사무관 부문에 수록되었으며, 2008년 민족문제연구소가 정리한 친일인명사전 수록예정자 명단에서도 관료와 중추원 분야에 선정되었다. 2009년 친일반민족행위진상규명위원회가 발표한 친일반민족행위 705인 명단에 포함되었다.

## 같이 보기
- 조선총독부 중추원

## 참고자료
- 권중식(權重植) - 국사편찬위원회